# Pampa
Pour les articles homonymes, voir Pampa (homonymie).

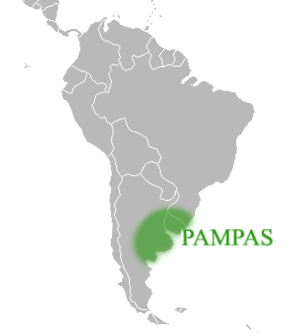
Carte de l'Amérique du sud avec la pampa rehaussée.

La pampa (« plaine » en quechua) est un milieu naturel qui forme un biome du type prairies, savanes et brousses tempérées, ou extérieurs enneigés. C'est une plaine fertile recouverte d'herbes (à dominante de graminées) et presque dépourvue d’arbres.
On appelle également « les pampas » ou « la pampa » la vaste région géographique d'Amérique du Sud où ce milieu s'étend, qui couvre une zone de près de 750 000 km2 incluant les provinces argentines de Buenos Aires, La Pampa, Santa Fe, Córdoba, l'Uruguay et le Rio Grande do Sul au Brésil. Ces vastes plaines sont seulement interrompues par la sierra de la Ventana près de Bahía Blanca (Argentine) à 1 300 m de hauteur. En Argentine, cette coupure permet de distinguer deux grandes sous-régions, la « Pampa des plaines » et la « Pampa des vallées » (ou sierras). Il existe également en Argentine la province de La Pampa, qui est avec celle de Buenos Aires, l'une des principales provinces administratives actuelles de cette région géographique, naturelle, historique et culturelle.
Le climat est pluvieux de 600 à 1200 mm par an tout au long de l'année, faisant des sols appropriés à l’agriculture. On peut aussi distinguer, d'après la pluviosité, une pampa humide, au nord de Bahia Blanca, propice à l'agriculture et une pampa sèche qui s'étend vers la Patagonie.

## Climat
Son climat, comme dans toutes les régions tempérées ou subtropicales humides, est naturellement changeant. Les hivers vont de frais à doux et les étés sont très chauds et humides.
Les précipitations sont assez uniformes tout au long de l'année, mais un peu plus abondantes en été. Les précipitations annuelles sont plus fortes près des côtes et décroissent régulièrement vers l'ouest, en direction de l'intérieur des terres. La pluie, dès la fin du printemps et en été, tombe sous forme d'averses brèves et puissantes et d'orages. Le reste de l'année, la plupart des pluies se produisent lorsque des dépressions tempétueuses forment des fronts froids actifs (i.e d'importantes perturbations pluvieuses).
En hiver, bien que le froid provoque souvent des gelées nocturnes, la neige est quasiment exclue. La plupart des hivers, il arrive que de très légères précipitations neigeuses se produisent dans les régions occidentales les plus éloignées de l'océan, mais la neige est tout à fait exceptionnelle près des côtes.

## La flore: steppe et prairie

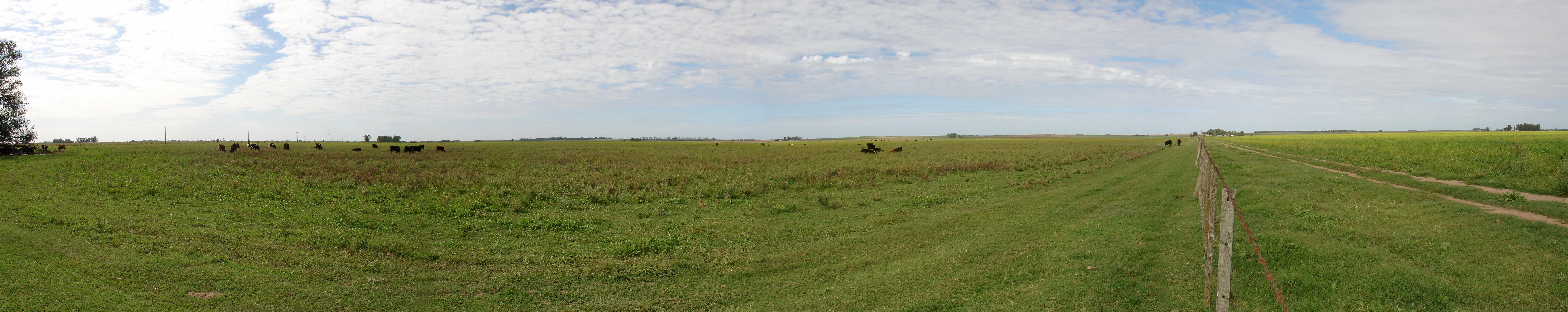
Paysage typique de la pampa argentine au niveau de la grande plaine centrale.

Des incendies fréquents font en sorte que seules les petites plantes comme l'herbe parviennent à pousser, et les arbres sont exceptionnels.
Les types de végétation dominants sont la prairie pérenne et la steppe herbeuse au sein desquelles les espèces herbacées du genre Stipa (Poaceae) sont particulièrement remarquables. L'« herbe des pampas » (Cortaderia selloana), une autre graminée, est l'espèce symbole des pampas. La végétation se compose typiquement d'herbes pérennes (présentes toute l'année, hiver comme été). Différentes zones et différents types d'herbe apparaissent, liés au gradient de disponibilité en eau.
Les pampas sont le domaine d'une grande variété d'espèces autochtones, bien qu'il y ait une absence quasi-absolue d'arbres endémiques, excepté le long des cours d'eau importants. Une exception cependant :  l'ombú ou belombra, un arbre herbacé de taille énorme, voire disproportionnée, était à l'origine la seule interruption dans ce paysage monotone.

## La faune
Les pampas connaissent une importante richesse en espèces. Les animaux qui peuplent la pampa se sont au fil du temps adaptés à la vie au sein de vastes étendues de prairies venteuses. Beaucoup d’animaux ont choisi de vivre sous terre pour échapper aux prédateurs. C’est notamment le cas de la Chevêche des terriers, une chouette qui a la particularité de construire son nid dans des terriers, souvent abandonnés par d’autres animaux, ce qui lui vaut son nom. 
Le monde animal est surtout constitué d'oiseaux, avant tout de Fringillidae et d'ongulés herbivores comme le guanaco, sorte de lama. Les nandous et les loups à crinière peuplent également les pampas. On y trouve même des capybaras, les plus grands rongeurs au monde.
Beaucoup d'espèces sont menacées d'extinction de par les activités humaines ; outre 15 espèces végétales, il y aurait 15 espèces de rongeurs et 20 d'oiseaux qualifiées d'espèces en danger.

## Agriculture
L'Argentine centrale s'enorgueillit d'activités agricoles performantes et prospères, avec des cultures poussant sur les pampas au sud et à l'ouest de Buenos Aires, jusqu'à Córdoba. En particulier, les quantités récoltées sur les surfaces consacrées au soja sont en voie d'établir un record, d'après les Services d'alimentation et d'agriculture. Une bonne partie de ces superficies de haute fertilité sont également utilisées pour l'élevage du bétail en prairie, essentiellement bovin.
Ces régions agricoles de haute productivité (des pampas modifiées par l'homme) sont particulièrement susceptibles d'inondations après de fortes chutes de pluie. Ainsi, en octobre 2001, il y aurait eu 35 000 km2 inondés dans les pampas argentines. Buenos Aires enregistra environ 250 millimètres de précipitations ce mois-là, ce qui constitue plus du double de la moyenne normale.

## Littérature
En 1941, l'écrivaine républicaine espagnole Maria Gràcia Bassa i Rocas (1886-1961), exilée en Argentine à la suite de la dictature franquiste, publie l'ouvrage Els camins de la Pampa argentina, en hommage à la région.